# Reformierte Kirche Castrisch

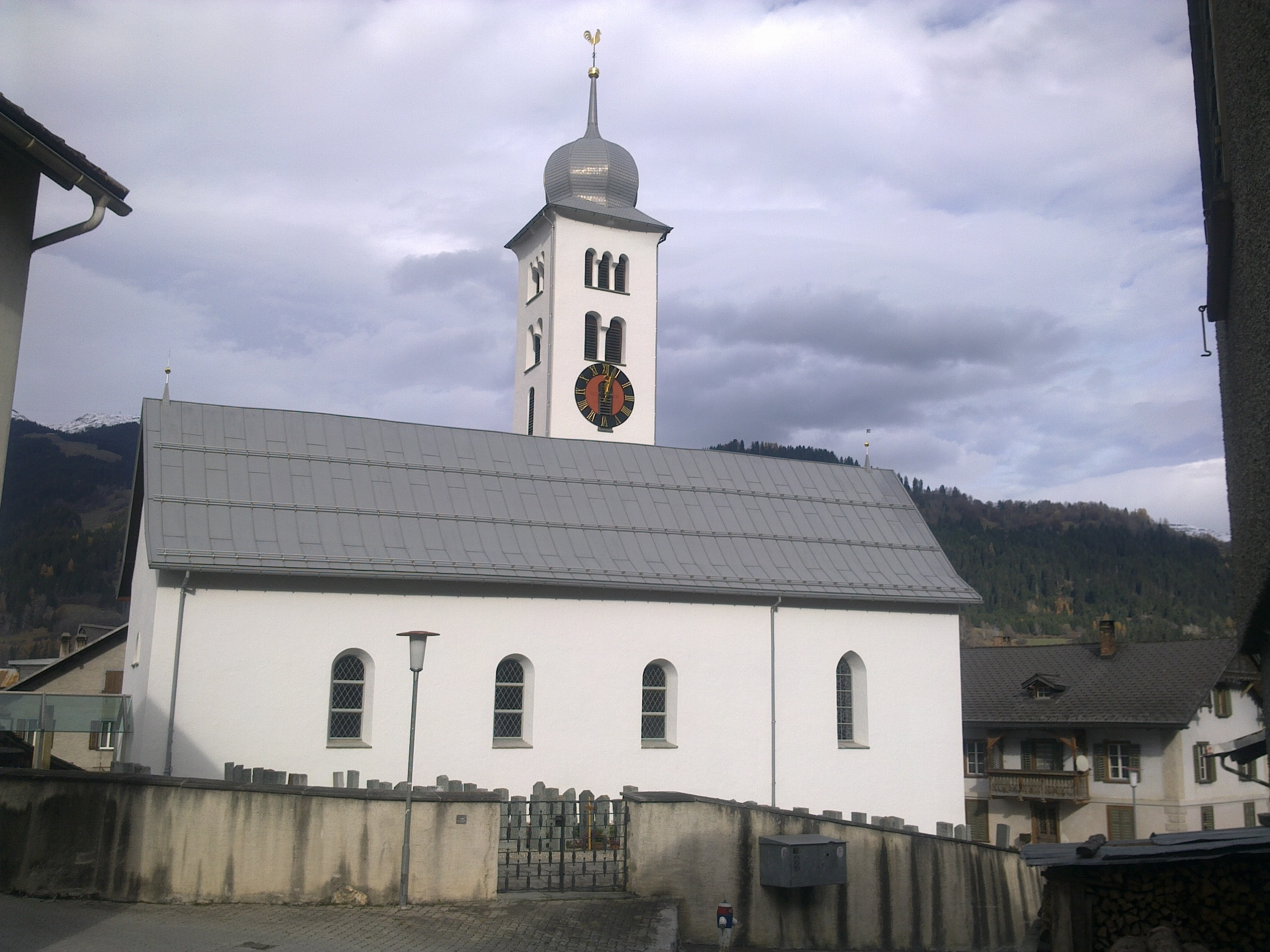
Ansicht von Süden

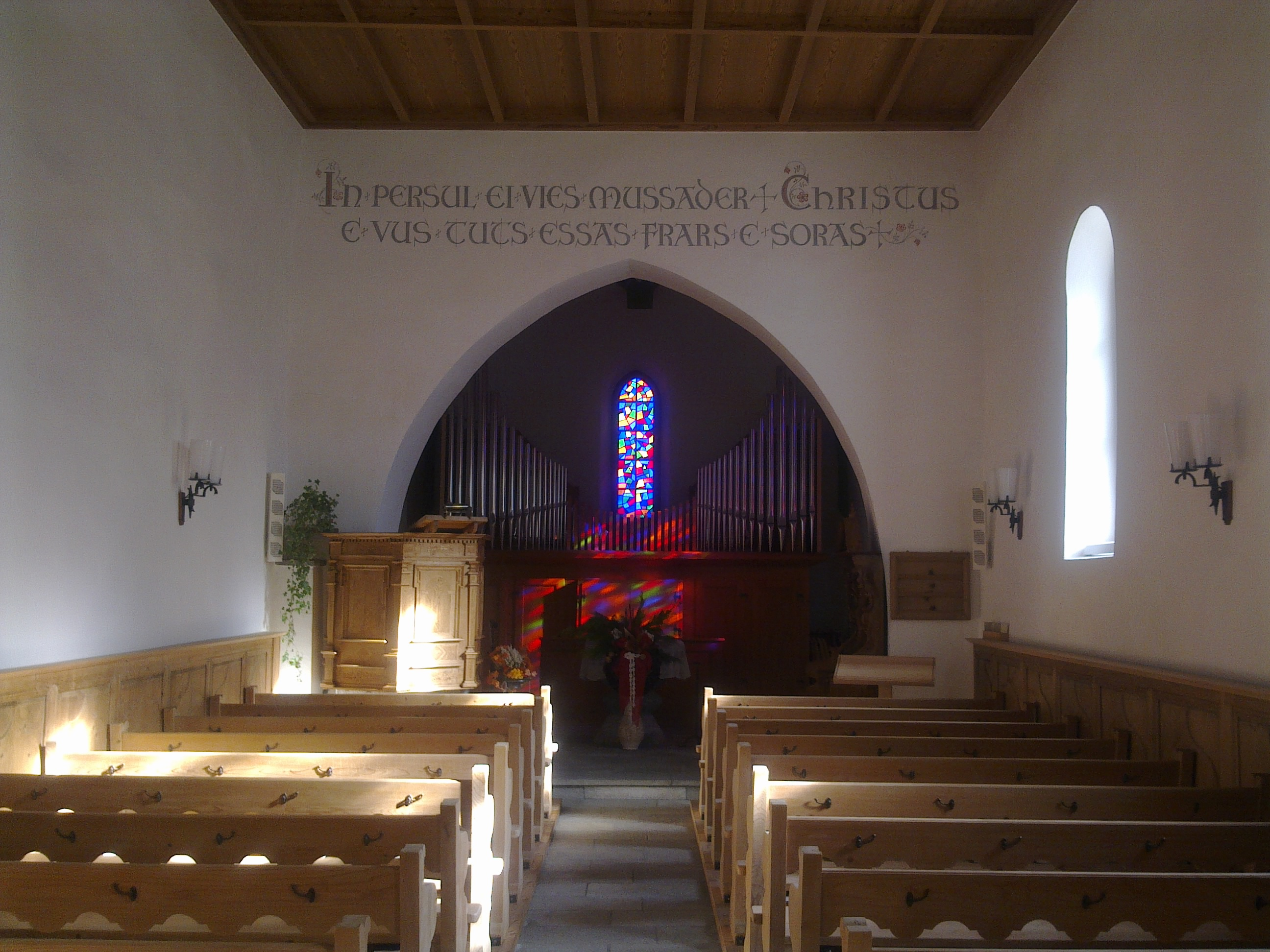
Innen

Die reformierte Kirche in Castrisch in der Surselva im Kanton Graubünden ist ein evangelisch-reformiertes Gotteshaus unter Denkmalschutz.

## Geschichte und Ausstattung
Ersturkundlich wird 840 eine Kirche auf heutigem Grund bezeugt. Im 12. und 13. Jahrhundert kam es zu einem Neubau, der durch die Errichtung eines Chores und die Erweiterung des Kirchenschiffes und dem Einbau einer Kassettendecke später fortlaufend ergänzt wurde und letztmals 2002/03 einer Restauration unterzogen wurde. Der Kirchturm mit Glocken aus dem 14. Jahrhundert und Zwiebelhaube aus dem 18. Jahrhundert schliesst im Norden an die Fassade und stammt in seiner Bausubstanz aus romanischer Zeit.
Der heutige Chor zeigt die Form eines Quadrates, während die Vorgängerkirche eine Apsis aufwies. In der Mitte des Chors steht ein spätgotischer Taufstein.
Während die Kanzel auf das 18. Jahrhundert zurückgeht, ist die Orgel neueren Datums und wurde 1956 eingebaut.

### Diebstahl 2010
Im April 2010 wurden 29 Orgelpfeifen in der Castrischer Kirche demontiert und gestohlen.

### Bündner Synode
Im Juni 2014 fand zum ersten Mal in der Geschichte der reformierten Bündnerkirche die Bündner Synode in Castrisch statt. Dabei wurde mit Cornelia Camichel Bromeis erstmals eine Dekanin gewählt.

## Kirchliche Organisation
Castrisch, das etwa 1535 nach den Ilanzer Artikeln (1526) die Reformation annahm, bildet zusammen mit Sevgein und Riein die Kirchgemeinde Castrisch/Riein/Sevgein innerhalb der Evangelisch-reformierten Landeskirche Graubünden.